# شرکت کنسرسیوم احداث و توسعه ریلی افغانستان
شرکت کنسرسیوم احداث و توسعه ریلی افغانستان یک شرکت خصولتی ایرانی است که در زمینه بهره‌برداری از شبکه ریلی ایران و افغانستان فعالیت می‌کند. این شرکت در سال ۱۴۰۱ تأسیس شده است. 
مالکان این شرکت ادعا می کنند بر اساس آنچه « مصوبات بالادستی اعم از دستور  وزیر راه و شهرسازی و مصوبات شورای امنیت ملی تامین امنیت و توسعه» می خوانند کنترل بخشی  از خط آهن در مرز با افغانستان از شرکت ملی راه آهن ایران گرفته شده است و به آنان واگذار شده.

## موسسان
مدیر عامل آن مصطفی رضایی سیستانی است و اعضای هیئت‌مدیره شامل حسن صدیقی از «شرکت حمل و نقل بین‌المللی شنل» به عنوان رئیس، حسن حقانی از شرکت «جهاد نصر کرمان» به عنوان نایب‌رئیس، عباس مهرائی از شرکت حمل و نقل بین‌المللی شنل به عنوان رئیس، غلام‌رضا میلانلو از شرکت فولاد ریل توس به عنوان نایب‌رئیس و محمود رضا فخر از «سازمان همیاری شهرداری‌های استان خراسان رضوی» به عنوان عضو هیئت‌مدیره هستند. این شرکت با آخرین سرمایه ثبت شده یک میلیون تومان به فعالیت‌های مختلفی از جمله تأمین و نگهداری تجهیزات ریلی، آموزش پرسنل راه‌آهن افغانستان، و جذب سرمایه‌گذاری داخلی و خارجی مشغول است. جوز تأسیس این شرکت از سوی وزارت راه و ترابری و سازمان راهداری و حمل و نقل جاده‌ای صادر شده است.
مؤسسه عمومی غیردولتی جهاد نصر در تاریخ ۱۳۶۴/۱۲/۲۷در اداره ثبت شرکتهای تهران به شماره ۳۰۷۷ بنام بنیاد مستضعفان به ثبت رسید. پس از مکاتبات و توافقات فیمابین وزیر وقت جهادسازندگی، نخست‌وزیر وقت و رئیس بنیاد مستضعفان در تاریخ ۱۳۶۵/۰۱/۲۰ضمن عقد صلح غیرمعوض به وزارت جهاد سازندگی واگذار گردید. بر این اساس مؤسسه جهاد نصر یک دستگاه اجرایی عمومی همانند سایر دستگاه‌های عمومی از قبیل شهرداری‌ها و بنیاد مسکن است و طبیعتاً نه سهامدار خصوصی دارد و نه عهده‌دار امور پیمانکاری در مقابل بخش خصوصی است. 
این شرکت مدعی است از طرف طالبان؛ کنسرسیوم توسعه ریلی تا پنج سال بهره‌بردار خطوط ریلی در افغانستان است و انتقال بار و ناوگان از هر کشوری باید با ما هماهنگ شود، چون مسئولیت کامل خطوط ریلی در افغانستان به ما سپرده شده است.

## قرار داد با طالبان در آذر ۱۴۰۱
در تاریخ ۳۰ آذر ۱۴۰۱ وبگاه خبری «تحلیل بازار» نوشت: «اولین قرارداد حمل و نقل ریلی میان جمهوری اسلامی ایران و کشور افغانستان با حضور حسن کاظمی قمی سفیر جدید ایران در افغانستان و جمعی از مقامات افغانستان و بخش خصوصی به امضاء رسید. در همین راستا، در این نشست، سه تفاهم‌نامه نهایی شد که یکی مربوط به قرارداد تکمیل قطعه ۳ با راه‌آهن افغانستان، دیگری انعقاد اولین قرارداد حمل و نقل ریلی بین ایران و افغانستان و مورد سوم هم پیشنهاد سرمایه گذاری ایران و اعلام آمادگی کنسرسیوم ریلی افغانستان برای زیرساخت‌های ریلی بود که ارائه گردید. بر اساس اعلام مدیرعامل کنسرسیوم توسعه ریلی افغانستان؛ سرمایه گذاری کاملاً با طرف ایرانی در فاز اول به میزان ۱۵۰ میلیارد تومان، در فاز دوم ۴۲ میلیون دلار برای قطعه چهارم و در فاز سوم هم دو میلیارد دلار برای راه‌آهن هرات_ مزارشریف است در واقع به ازای این اقدامات سرمایه گذاری معدن در اختیار کنسرسیون قرار می‌گیرد.»

## تصرف غیرقانونی ایستگاه میوتک و تجاوز به حریم ریلی ایران در مرداد ۱۴۰۳
این شرکت که مدعی است به مدت ۵ سال بهره‌برداری از خطوط راه‌آهن افغانستان را از طالبان دریافت کرده است بر اساس اطلاعیه شرکت راه‌آهن ایران در مرداد ۱۴۰۳ به حریم راه‌آهن ایران تجاوز کرده و ایستگاه میوتک را به تصرف خود درآورده و پرسنل راه‌آهن ایران را نیز مضروب کرده‌اند. در بیانیه راه‌آهن ایران آمده است: «با توجه به تمرد عوامل شرکت خصوصی کنسرسیوم ریلی از قوانین سیر و حرکت راه‌آهن جمهوری اسلامی ایران و قصد آنها برای سیر بدون مجوز در محدوده ریلی جمهوری اسلامی ایران، مسدود کردن خط یک اقدام پیشگیرانه و جهت دفع تجاوز صورت گرفته محسوب می‌شود.»